# Pierre de Saint-Priest d’Épinac

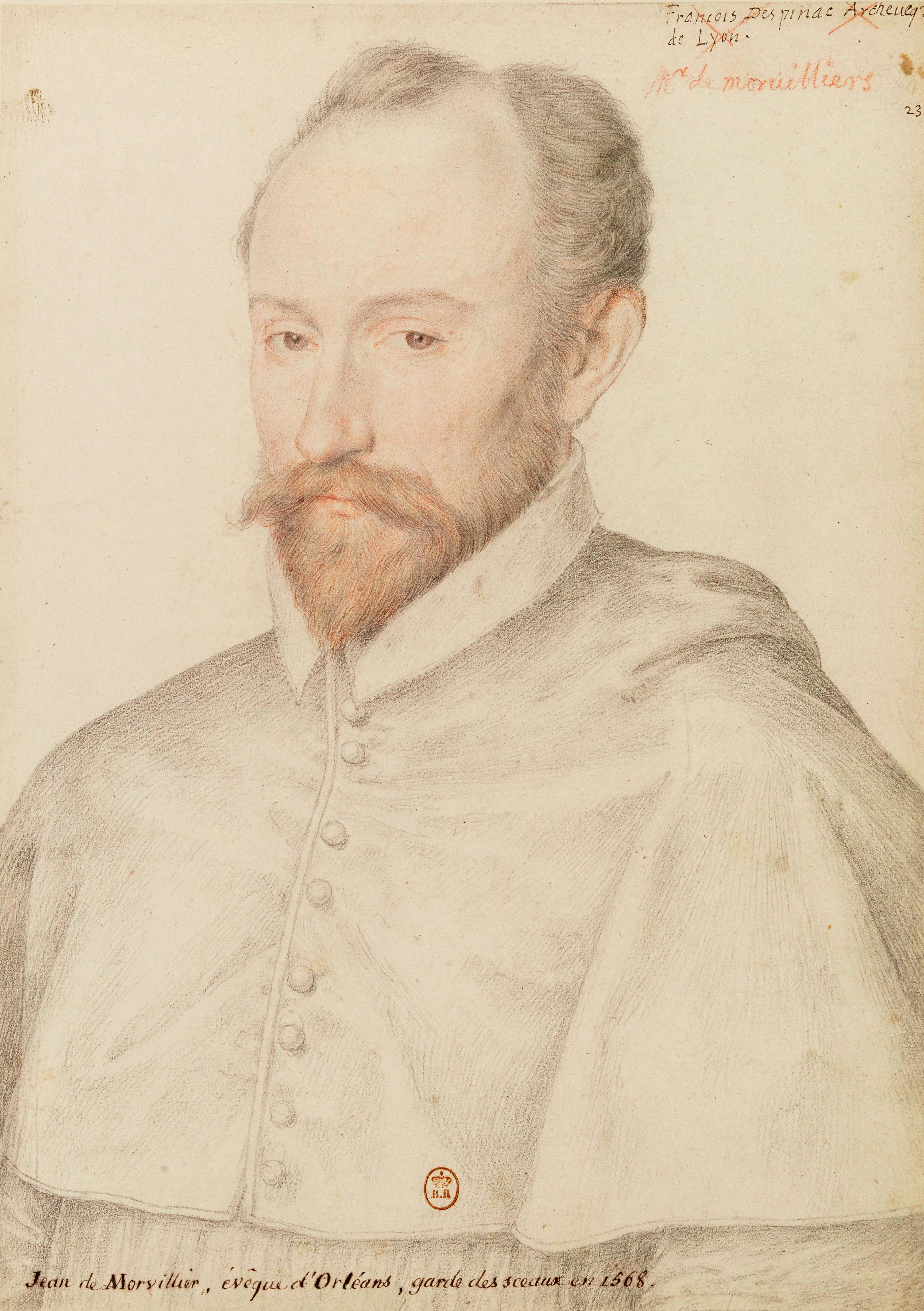
Pierre d’Épinac, Erzbischof von Lyon, Anonym, Kohle und Rötel auf Papier, um 1570, Bibliothèque nationale de France

Pierre de Saint-Priest d’Épinac (* 10. Mai 1540 in Apinac; † 10. Januar 1599 in Lyon) war Erzbischof von Lyon und einer der führenden Köpfe der Katholischen Liga.

## Biographie
Pierre ist der dritte Sohn von Pierre de Saint-Priest († 1556), Seigneur d’Espinac und Lieutenant-général du Roi für Burgund, und Guicharde d’Albon, der Schwester des Lyoner Erzbischofs Antoine d’Albon.
Er wurde für den geistlichen Stand bestimmt und machte seine Ausbildung in Toulouse, wo er zum „Docteur en l’un et l’autre droit“ (Doktor beider Rechte) promovierte. 1559 war er Chamarier (d. h. für die Wachen und die Kämmerei zuständig) und 1569 Dekan der Kathedrale von Lyon. Er war Abt von Île Barbe und Saint-Martin d’Ainay sowie Prior von Saint-Rambert.
Antoine d’Albon gab sein Amt als Erzbischof 1573 zugunsten seines Neffen auf, was auf Vorschlag von Papst Gregor XIII. vom König akzeptiert wurde. Pierre d’Éspinac trat sein Amt am 2. Oktober 1574 an. 1577 veröffentlichte er neue Synodalstatuten, in die die Vorschriften des Konzils von Trient eingearbeitet waren.
Pierre d’Éspinac nahm an den États généraux teil, die vom 6. Dezember 1576 bis zum 5. März 1577 im Großen Saal des Schlosses Blois tagten, und auf denen die Edikte zugunsten der Hugenotten widerrufen wurden. 1579 war er – als Primas von Gallien – Vorsitzender der Klerikerversammlung in Melun. König Heinrich III. setzte ihn zudem für Gesandtschaften in England ein. 1589 bis 1590 war er der von der Liga ernannte Gouverneur von Paris (sein Vorgänger war am 17. Mai 1589 gestorben, sein Nachfolger Charles-Emmanuel de Savoie-Nemours am 20. Mai 1590 im Amt) – in seine Zeit fiel die Ermordung des Königs Heinrich III. und damit die Thronbesteigung Heinrichs IV., der ihn, als Angehörigen der Katholischen Liga – obwohl gemäßigt – als seinen die Gegner ansah.
In den Jahren darauf geriet er in Lyon in Konflikt mit Charles-Emmanuel de Savoie, der sich ebenfalls nach Lyon zurückgezogen hatte, da er dort seit Ende 1588 Gouverneur war, als dieser versuchte, aus dem Lyonnais ein unabhängiges Fürstentum für sich zu machen. Pierre d’Épinac konnte den Savoyer in der Burg Pierre Scize in Lyon gefangen setzen (1593), von wo ihm allerdings die Flucht gelang (1594). Charles-Emmanuel de Savoie versuchte danach, Lyon zu erobern, was aber vom Connétable de Montmorency verhindert wurde.
Während der neun Jahre, die Pierre d’Épinac nach Paris verblieben, hielt er sich oft im Château d’Ombreval in Vimy auf, das er und seine Schwester Claude, Dame de Grésolles, 1586 erworben hatten und in den folgenden Jahren umbauen ließen; die Anlage musste unmittelbar nach dem Tod des Erzbischofs verkauft werden, um dessen Schulden zu bezahlen (Ombreval wurde von Jean Livet, dem Sekretär des verstorbenen Erzbischofs erworben, dem es in seinem Amt gelungen war, das dafür benötigte Kapital auf Kosten seines Dienstherrn abzuzweigen).
Pierre d’Épinac starb am 10. Januar 1599 in seinem bischöflichen Palast in Lyon. Er wurde am 13. Januar der Kapelle Sainte-Madeleine der Kathedrale bestattet.

## Werke
- Harangue prononcé devant le roy, séant en ses Estats Généraux à Bloys, par Révérend père en Dieu, Messire Pierre d’Epinac, archevesque comte de Lyon, Primat des Gaules, au nom de l’Estat ecclésiastique de France. En laquelle le doctissime orateur a sagement remonstré ce qui doit estre faict, pour mettre fin aux guerres et miséres, qui ont si longtemps vexé ce Royaume de France, Bordeaux, Simon Millanges, 1577,
- Ordonnances contenant le reiglement provisionnal, pour l’exercice de la justice spirituelle et ecclesiastique, des Cours de la Primace, et autres de l’Archevesché et diocese de Lyon, fait par Pierre de Pinac, archevesque et comte de Lyon, Lyon : Jacques Roussin, 1581
- Response de par Messieurs de Guyse, à un advertissement, 1585
- Lettres du Roy, escrites à ... Messire Pierre d’Épinac, archevesque & comte de Lyon, primat des Gaules, & conseiller du Roy en son Conseil d’Estat, ensemble l’exhortation faicte par mondit seigneur le révérendissime, au peuple de son diocèse, pour rendre graces à Dieu de l’heureuse bénédiction donnee par nostre S. Père le Pape Clément VIII au Roy tres-chrestien Henry, IIII. Roy de France & de Navarre, Lyon : Thibaud Ancelin et Guichard Jullieron, 1595
- Mandement de Monseigneur l’archevesque, comte de Lyon pour le faict de la paix, avec la lettre du Roy (Saint-Germain-en-Laye ; 10. Juni 1598), Lyon : Jacques Roussin, 1598
- Chansons spirituelles; Antoine du Verdier berichtet, diese Lieder seien von Gilles Maillard in Musik komponiert worden, allerdings nicht gedruckt und heute verloren